# 8181 Rossini
8181 Rossini este o planetă minoră (asteroid), cu un diametru de 10,518 km, din centura de asteroizi. A fost descoperită pe 28 septembrie 1992 la Observatorul Astrofizic din Crimeea⁠(d) de Liudmila Juravliova și a fost numită după Gioachino Rossini. 
Obiectul prezintă o orbită caracterizată de o semiaxă mare de 2,7492288 UAi, o excentricitate de 0,1, o înclinație de 5,11639 ° în raport cu ecliptica.